# Élection du maire du North Tyneside de 2017
Pour un article plus général, voir Élections locales britanniques de 2017.
L’élection du maire du North Tyneside de 2017 a lieu le 4 mai 2017.

## Résultats
| Parti               | Candidat        | 1er tour | %    |
| ------------------- | --------------- | -------- | ---- |
| Parti travailliste  | Norma Redfearn  | 29 655   | 56,4 |
| Parti conservateur  | Stewart Hay     | 16 164   | 30,7 |
| Libéraux-démocrates | John Appleby    | 3 537    | 6,7  |
| UKIP                | Stuart Houghton | 3 248    | 6,2  |